# Países Bajos en los Juegos Olímpicos de Sochi 2014
Los Países Bajos estuvieron representados en los Juegos Olímpicos de Sochi 2014 por un total de 41 deportistas que compitieron en 4 deportes. Responsable del equipo olímpico fue el Comité Olímpico Neerlandés, así como las federaciones deportivas nacionales de cada deporte con participación.
La portadora de la bandera en la ceremonia de apertura fue la patinadora de velocidad Jorien ter Mors.

## Medallistas
El equipo olímpico neerlandés obtuvo las siguientes medallas:
| Nombre                                     | Deporte                              | Competición            |
| ------------------------------------------ | ------------------------------------ | ---------------------- |
| Oro                                        |                                      |                        |
| Michel Mulder                              | Patinaje de velocidad                | 500 m M                |
| Stefan Groothuis                           | Patinaje de velocidad                | 1000 m M               |
| Sven Kramer                                | Patinaje de velocidad                | 5000 m M               |
| Jorrit Bergsma                             | Patinaje de velocidad                | 10 000 m M             |
| Jan Blokhuijsen Sven Kramer Koen Verweij   | Patinaje de velocidad                | Persecución por eqs. M |
| Jorien ter Mors                            | Patinaje de velocidad                | 1500 m F               |
| Ireen Wüst                                 | Patinaje de velocidad                | 3000 m F               |
| Jorien ter Mors Marrit Leenstra Ireen Wüst | Patinaje de velocidad                | Persecución por eqs. F |
| Plata                                      |                                      |                        |
| Jan Smeekens                               | Patinaje de velocidad                | 500 m M                |
| Koen Verweij                               | Patinaje de velocidad                | 1500 m M               |
| Jan Blokhuijsen                            | Patinaje de velocidad                | 5000 m M               |
| Sven Kramer                                | Patinaje de velocidad                | 10 000 m M             |
| Ireen Wüst                                 | Patinaje de velocidad                | 1000 m F               |
| Ireen Wüst                                 | Patinaje de velocidad                | 1500 m F               |
| Ireen Wüst                                 | Patinaje de velocidad                | 5000 m F               |
| Bronce                                     |                                      |                        |
| Ronald Mulder                              | Patinaje de velocidad                | 500 m M                |
| Michel Mulder                              | Patinaje de velocidad                | 1000 m M               |
| Jorrit Bergsma                             | Patinaje de velocidad                | 5000 m M               |
| Bob de Jong                                | Patinaje de velocidad                | 10 000 m M             |
| Margot Boer                                | Patinaje de velocidad                | 500 m F                |
| Margot Boer                                | Patinaje de velocidad                | 1000 m F               |
| Lotte van Beek                             | Patinaje de velocidad                | 1500 m F               |
| Carien Kleibeuker                          | Patinaje de velocidad                | 5000 m F               |
| Sjinkie Knegt                              | Patinaje de velocidad en pista corta | 1000 m M               |